# Lesia Vasylenko
Lesia Volodymyrivna Vasylenko (en ukrainien : Леся Володимирівна Василенко), née le 31 mars 1987 à Kiev (en RSS d’Ukraine), est une femme politique ukrainienne francophone. Elle devient membre de la Rada, le parlement ukrainien, le 29 août 2019.

## Enfance et éducation
Lesia Vasylenko est née à Kiev le 31 mars 1987. Elle est la fille du militant des droits de l'homme Volodymyr Vasylenko.  Elle est détentrice d'un master en droit international de l'Institut des relations internationales de l'Université nationale Taras Shevchenko de Kiev ainsi que d'un LL.M obtenu à l'University College de Londres.

## Carrière
Alors avocate, Lesia Vasylenko visite en juin 2014 un hôpital militaire ukrainien et découvre la difficulté pour les soldats blessés et leurs familles de trouver l'argent nécessaire afin de payer les soins dont ils ont besoin. Bouleversée, elle fonde en janvier 2015 l'ONG Legal Hundred. Un an plus tard, Legal Hundred est la plus grande organisation de droit militaire en Ukraine et regroupe près de 220 avocats qui ont déjà accompagné plus de 10 000 soldats. Ses confrères proposent des consultations gratuites à ces derniers afin de les aider à comprendre et à protéger leurs droits, en particulier dans les régions dépourvues de protection.
Lesia Vasylenko décide ensuite de se présenter aux élections législatives de 2019. Elle est à la 17e position de la liste du parti Voix, qui obtiendra 20 sièges au cours de ces élections. Elle devient ainsi membre de la Rada, le parlement ukrainien, le 29 août 2019. Malgré l'invasion de l'Ukraine par la Russie de 2022, le travail législatif continue. Députée de l’opposition, Lesia Vasylenko soutient Volodymyr Zelensky depuis le début de la guerre. Régulièrement, elle prend la parole pour demander le soutien de la communauté internationale.

## Vie privée
Elle a trois enfants : les deux premiers sont nés en octobre 2013 et mai 2015, la dernière, Sofia, est née au printemps 2021,,. Au début de l'invasion russe contre son pays, Lesia Vasylenko prend la décision d'évacuer ses enfants, ainsi que ses parents âgés, à l'étranger,. Ces deux derniers sont retournés vivre en Ukraine quelques mois plus tard et ses enfants, encore réfugiés à l'étranger, séjournent à Kiev de temps en temps.

## Prises de position notables
Lorsque la révolution pro-européenne ukrainienne, EuroMaidan, commence en 2013, elle passe toutes les nuits sur la place de l'Indépendance, alors qu'elle vient juste de donner naissance à son fils aîné.
Lors de l'invasion de l'Ukraine par la Russie de 2022, elle témoigne de la situation à Kiev et appelle à l'aide de la communauté internationale,,.